# Someren-Eind
Someren-Eind est un village situé dans la commune néerlandaise de Someren, dans la province du Brabant-Septentrional. Le 1er janvier 2007, le village comptait 3 510 habitants.

## Culture
Depuis quelques années s'y déroule, fin juillet, le festival « Zum Schluss ». Ce festival propose une programmation de musique gabber. En 2015, avec comme DJ principal The Darkraver, le festival a accueilli 2 500 personnes. Il en avait accueilli 1 500 l'année précédente.